# Buniada Point
Buniada Point är en udde i Gambia.   Den ligger i regionen North Bank Division, i den västra delen av landet. Udden är västligaste punkten av ön Jinack Island vid Gambiaflodens mynning i Atlanten.
Omgivningarna runt Buniada Point är en mosaik av jordbruksmark och naturlig växtlighet.